# Ewa Kupiec
Ewa Kupiec (Duszniki-Zdrój, 2 novembre 1964) è una pianista polacca.
Si è formata all'Accademia Chopin di Varsavia e alla Royal Academy of Music di Londra. Ha vinto diverse competizioni pianistiche, tra cui nel 1992 il Concorso ARD di Monaco di Baviera. 
Dal 2011 è insegnante di pianoforte alla Hochschule für Musik, Theater und Medien Hannover.  Nel 2018 è stata eletta membro dell'Accademia europea delle scienze e delle arti.

## Discografia (selezione)
- Carl Loewe, Sinfonie in re minore (Koch Records, 1994)
- Ignacy Paderewski (Koch Records, 1995)
- Leoš Janáček, Sonata per violino e piano - con Isabelle Faust (violino) (Harmonia Mundi, 2003)
- Władysław Szpilman, Œuvres pour piano et orchestre, orchestra della radio di Berlio diretta da John Axelrod (Sony Classical, 2004) - OCLC 725085708